# Oecobius civitas
Oecobius civitas är en spindelart som beskrevs av Shear 1970. Oecobius civitas ingår i släktet Oecobius och familjen Oecobiidae. Inga underarter finns listade i Catalogue of Life.